# Железничка станица Пиносава
Железничка станица Пиносава је једна од железничких станица на прузи Београд—Ниш. Налази се насељу Пиносава у градској општини Вождовац у Београду. Пруга се наставља у једном смеру ка Рипњу и у другом према према Реснику. Железничка станица Пиносава састоји се из 2 колосека.